# María Antonieta Mendívil
María Antonieta Mendívil (Cajeme, 1 de enero de 1971) es una poeta, narradora y ensayista mexicana. Ha sido articulista y editora de diversos medios impresos y digitales. En el 2011 su novela A ras de vuelo fue elegida como una de las diez mejores del año en Milenio.

## Trayectoria
Cuenta con estudios en Letras Hispánicas por la Universidad de Sonora, en Ciencias de la Comunicación por el Instituto Tecnológico y de Estudios Superiores de Monterrey y en Teología por la Universidad Pontificia de Salamanca. Cursó el Diplomado Encuentros y Desencuentros de la Lengua Española y de las Literaturas Hispánicas de la UNAM.
Fue creadora y guionista de la radionovela La espera de Ofelia, programa producido por el Instituto Mexicano de la Radio e Instituto Nacional de Educación para Adultos para impulsar la alfabetización y que se transmitió en México y Estados Unidos.
Por más de veinte años se ha desempeñado como articulista y editora de revistas de género (Palabra de Mujer), culturales (Arte en sus sentidos, Gradas) y de pensamiento (editora de la versión castellana de la Revista RE, en catalán) en México y España. Ha colaborado para diversos medios impresos y virtuales como Revista Este País, El Imparcial, Siempre!, Tierra Adentro, Cultura Norte, Expreso, La línea del Cosmonauta, Homines y Espiral, entre otras. Recientemente se ha incorporado como columnista en Pie de Página y Zona Docs.
Ha sido publicada en numerosas antologías (Tierra Adentro, FONCA, Nitro Press) y revistas de México (Tierra Adentro, Cultura Norte, Siempre!, Voices of Mexico) y España (RE, pensamiento y cultura y Servicio de Observación sobre Internet SOI). Ha colaborado en la edición, creación y fundación de Mucho gusto/ arte en sus sentidos, Arte Sonorense, Gradas y Palabra de Mujer, además de ser coeditora de la sección monográfica en castellano de la revista  catalana RE/ realidad y pensamiento, publicada en España.
Es integrante fundadora de la colectiva A Muchas Voces que impulsa escrituras, lecturas y reflexiones de mujeres que maternan y realizan labores de cuidados. El proyecto cuenta con un publicación colectiva.

## Obras

### Poesía
- Cuenta regresiva (Instituto Sonorense de Cultura, 1992)
- Llama (Libros del Umbral, 2008)

### Novela
- Otros tiempos (Equilibrio Editores, 1999)
- Duelo de noche (Almuzara, 2006)
- A ras de vuelo (Tusquets, 2011)

## Distinciones
- 1992: Beca Nacional Tierra Adentro en la categoría edición
- 1994: Beca del Fondo Estatal para la Cultura y las Artes de Sonora en la categoría jóvenes creadores
- 2001: Beca del Fondo Estatal para la Cultura y las Artes de Sonora en la categoría jóvenes con trayectoria
- 2005: Beca del Fondo Nacional para la Cultura y las Artes en la categoría jóvenes creadores, género novela[8][9]